# Melaloncha cuspidata
Melaloncha cuspidata är en tvåvingeart som beskrevs av Borgmeier 1934. Melaloncha cuspidata ingår i släktet Melaloncha och familjen puckelflugor.
Artens utbredningsområde är Bolivia. Inga underarter finns listade i Catalogue of Life.